# Плакида
Вижте пояснителната страница за други значения на Лабаница.
Плакида или Лабаница (среща се и форма със западен назализъм Ламбаница, на гръцки: Πλακίδα, Плакида, до 1927 година Λαμπανίτσα, Ламбаница, Лабаница) е село в Егейска Македония, Република Гърция, дем Горуша (Войо), област Западна Македония.

## География
Селото е разположено на 820 m надморска височина, в областта Населица на 20-ина km западно от Неаполи (Ляпчища) и около 13 km северозадно от Цотили. На север граничи със село Лучища (Керасона), както и Скалохори (Чърчища).

## История

### В Османската империя
В края на XIX век Лабаница е гръцко християнско село в Населишка каза на Османската империя. Според Васил Кънчов в 1900 година в Лабаница живеят 155 гърци.
На Етнографската карта на Битолския вилает на Картографския институт в София от 1901 година Лабаница е чисто гръцко село в казата Населица на Серфидженския санджак с 31 къщи.
В началото на XX век селото е под върховенството на Цариградската патриаршия. По данни на секретаря на Българската екзархия Димитър Мишев в него има 155 гърци патриаршисти.
Според Георгиос Панайотидис, учител в Цотилската гимназия, Лабаница (Λαμπανίτσα) в 1910 година има 27 семейства гъргоговорещи християни.

### В Гърция
През Балканската война в 1912 година в селото влизат гръцки части и след Междусъюзническата в 1913 година Лабаница остава в Гърция. В 1927 година името на селото е сменено на Плакида.
В 1952 година на най-високото място в селото е построена църквата „Свети Николай“. До нея е старото училище.
Населението традиционно произвежда жито, тютюн, картофи и други земеделски продукти, като се занимава и със скотовъдство.
| Име   | Име    | Ново име   | Ново име   | Описание                      |
| ----- | ------ | ---------- | ---------- | ----------------------------- |
| Ценес | Τσενές | Крия Вриси | Κρύα Βρύση | връх на ЮЗ от Плакида (910 m) |

| Година    | 1913 | 1920 | 1928 | 1940 | 1951 | 1961 | 1971 | 1981 | 1991 | 2001 | 2011 | 2021 |
| --------- | ---- | ---- | ---- | ---- | ---- | ---- | ---- | ---- | ---- | ---- | ---- | ---- |
| Население | 171  | 137  | 143  | 162  | 147  | 132  | 44   | 30   | 51   | 11   | 10   | 10   |